# Handräckning (Kronofogden)
Handräckning handläggs av kronofogdemyndighet enligt lagen (1990:746) om betalningsföreläggande och handräckning.

## Allmänt
Handräckning handläggs antingen som vanlig handräckning eller som särskild handräckning. Sökanden kan ibland välja förfarande. Har sökanden tydliga skriftliga bevis bör han eller hon välja summariskt förfarande.

## Vanlig handräckning
En ansökan om vanlig handräckning får, om förlikning är tillåten i saken, avse åläggande för:
1. en tidigare ägare eller nyttjanderättshavare att flytta från fast egendom, bostadslägenhet eller annat utrymme i byggnad när besittningsrätten har upphört (avhysning),
2. svaranden att fullgöra något annat än betalning, om tidpunkten för fullgörelse har inträtt. Ansökan om betalning ska ske genom ansökan om betalningsföreläggande.

Någon prövning i sak ska inte göras hos kronofogdemyndigheten om svaranden bestrider ansökan om vanlig handräckning. Om sökanden begär det kan denne i stället få målet överlämnat till tingsrätt för prövning i tvistemål.

## Särskild handräckning
En ansökan om särskild handräckning får avse åläggande för svaranden att
- vidta rättelse när sökandens besittning har egenmäktigt rubbats eller annan olovlig åtgärd har vidtagits beträffande fast eller lös egendom eller utövningen av sökandens rätt till viss egendom på annat sätt olovligen hindras,
- vidta eller tåla en åtgärd när särskild handräckning får ske enligt föreskrift i lag.

Särskild handräckning får inte avse avhysning.
Vid särskild handräckning ska kronofogdemyndigheten pröva frågan i sak även om svaranden bestrider. Kronofogdemyndighetens beslut kan därefter överklagas till tingsrätt som prövar målet med tillämpning av ärendelagen. 
Särskild handräckning ska tillgodose kravet på att rubbad besittning ska kunna återställas snabbt och utan att det bakomliggande rättsförhållandet behöver utredas. Svaranden får förutom ansökan endast ge in en skrift. Muntlig förhandling kan inte förekomma.

## Rättsfall
Ett yrkande om att ta bort så kallade hastighetsdämpande gupp på en gata grundat på påståendet att anläggandet av guppen utgjort ett olovligt intrång i sökandens rätt som nyttjare av gatan för ut- och infart till dennes fastighet har av Svea hovrätt ansetts kunna prövas efter ansökan om särskild handräckning.

## Handräckning i skatteärenden
Handräckning i internationella skatteärenden rörande utländsk tull eller skatt handläggs i Sverige av Kronofogdemyndigheten, Skatteverket eller Tullverket. Handräckningen får inte avvika från svensk lag eller praxis.
Mellan de nordiska länderna har träffats ett avtal om handräckning.

## Fotnoter
1. 1 2  1 § Lagen (1990:746) om betalningsföreläggande och handräckning
2. ↑  4 § Lagen (1990:746) om betalningsföreläggande och handräckning
3. ↑  RH 1999:101
4. ↑  2 § Lagen (1990:314) om ömsesidig handräckning i skatteärenden
5. ↑  6 § Lagen (1990:314) om ömsesidig handräckning i skatteärenden
6. ↑  Lagen (1990:226) om handräckning i skatteärenden mellan de nordiska länderna